# Motniške gore
Motniške gore ali Motniške Alpe,  imenovane po mestu Motnica na Koroškem, ležijo med Gornjo Mursko in Motniško dolino na meji med Štajersko in Koroško .

## Lega
Glavni greben (orientiran vzhod-zahod) tvori razvodje med Muro in Dravo ( Motnica se prek Krke izliva v Dravo). Pomembni prehodi sever-jug vodijo čez Auen do Wöbringa (od Laznice do Motnice), čez zgodovinsko pomemben Prevaldskim sedlom (stara Malutjera, dolinska mesta Laznica in Ingolsthal) in čez Auerling (od Sankt Lambrechta do Ingolsthala).
Motniške gore so severovzhodni del Krških Alp, geološko so del Centralnih Alp. So območje z intenzivnimi planšarijami in gozdovi ter priljubljeno smučarsko in pohodniško območje. Najvišji vrh je Goldachnock (2171 m).

## Vrhovi
16 najvišjih vrhov Motniških gor:
| Priimek           | zvezna država     | Višina |
| ----------------- | ----------------- | ------ |
| Goldachnock       | Štajerska         | 2171 m |
| Prankerhöhe       | Štajerska         | 2166 m |
| Kirbiš            | Štajerska         | 2140 m |
| Schwarmbrunnhöhe  | Štajerska/Koroška | 2120 m |
| Vrh rožni venec   | Štajerska         | 2118 m |
| Hirschstein       | Koroška           | 2047 m |
| Ackerlhöhe        | Štajerska/Koroška | 2040 m |
| Frauenalpe        | Štajerska         | 1997 m |
| Kreischberg       | Štajerska         | 1981 m |
| Lichtberg         | Koroška           | 1930 m |
| Grebenzen         | Štajerska/Koroška | 1892 m |
| Scharfes Eck      | Koroška           | 1818 m |
| Kuhalm            | Štajerska         | 1784 m |
| Kuchalm           | Koroška           | 1765 m |
| Preininger Kuster | Koroška           | 1734 m |
| Karchauer Eck     | Štajerska         | 1658 m |

## Projekt vetrne elektrarne Kuchalm
Kljub nasprotovanju okoljevarstvenih organizacij, državljanske iniciative za ohranitev habitatov v Motniški dolini in lovske skupnosti je Koroško deželno upravno sodišče leta 2018 prižgalo zeleno luč za gradnjo 8 vetrnih turbin na gorskem grebenu s Kuchalmom. Leta 2022 je Verbundkonzern prevzel projekt od Carinthia Wind. Veter bodo sedaj merili in na novo načrtovali za eno leto. Prvič naj bi bila izdelana tudi presoja vplivov na okolje. 

## Galerija
- Motniške gore (Prankerhöhe na levi, rahlo skrito zadaj Goldachnock in Kirbiš) z jugovzhoda
- Hirschstein z vzhoda
- Kreischberg s severovzhoda
- Grebenzen z juga